# William Todoo Rotich

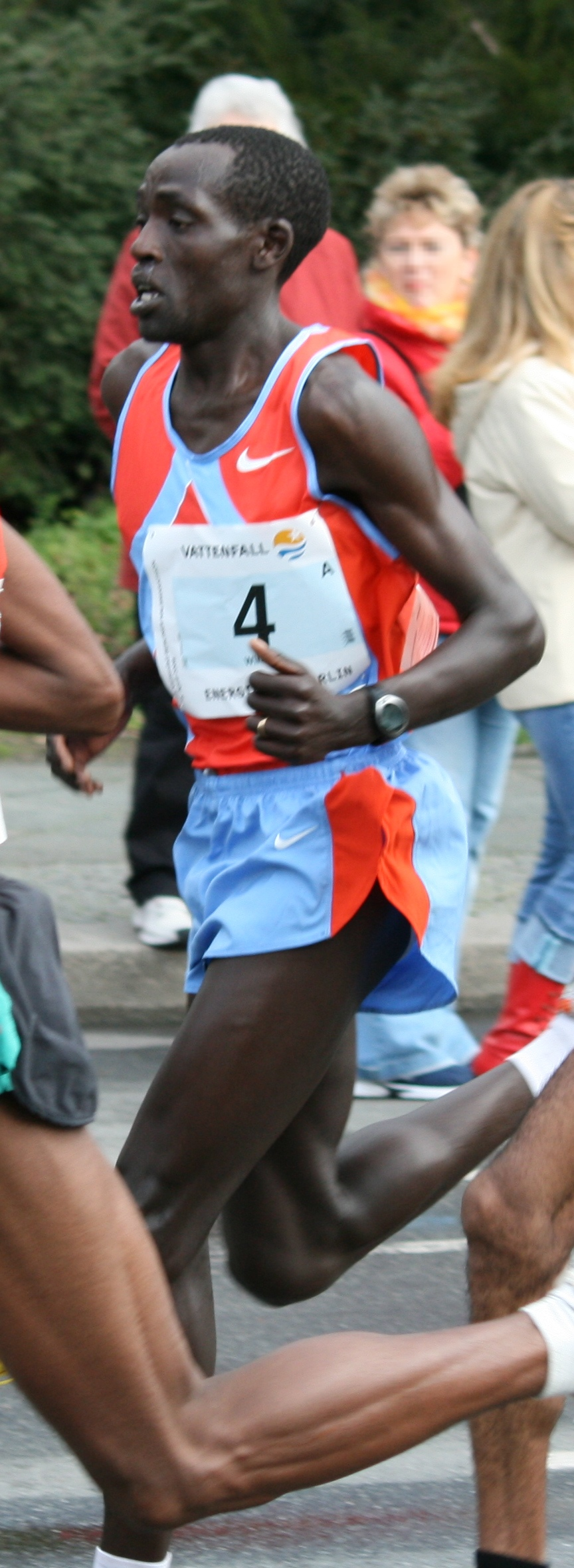
William Todoo Rotich beim Berliner Halbmarathon 2008

William Todoo Rotich (* 1980) ist ein kenianischer Marathonläufer.
Sein bislang größter Erfolg ist der Sieg beim Dubai-Marathon 2007 in seiner Bestzeit von 2:09:53. Außerdem wurde er jeweils Fünfter beim Venedig-Marathon 2006 und beim Vienna City Marathon 2007. Beim Berliner Halbmarathon 2008 wurde er Vierter.